# Jeff Ekhator
Osayuki Jeff Ekhator, né le 11 novembre 2006 à Gênes, est un footballeur italien qui évolue au poste d'attaquant au Genoa CFC.

## Biographie
Jeff Ekhator naît à Gênes, de parents nigérians. Il commence le football à l'âge de trois ans à l'école de football Don Bosco, dans le quartier de Sampierdarena.

### Carrière en club
À l'âge de huit ans, Ekhator rejoint l'académie du Genoa CFC. Il y fait ses débuts professionnels le 9 août 2024 en Coupe d'Italie face à Reggiana. Ses premiers pas en championnat d'Italie auront lieu quelques jours plus tard lors d'un match nul deux buts partout contre l'Inter Milan. Le 11 novembre 2024, jour de son 18e anniversaire, il renouvelle son contrat avec le Genoa jusqu'en 2029,.

### Carrière internationale
Ekhator dispute à partir de 2024 plusieurs rencontres avec l'équipe d'Italie des moins de 19 ans, notamment en éliminatoires du Championnat d'Europe U19. Il y marque un but contre le Monténégro.

## Statistiques

### En club
| Saison                | Club                  | Championnat           | Championnat | Championnat | Championnat | Coupe(s) nationale(s) | Coupe(s) nationale(s) | Coupe(s) nationale(s) | Total | Total | Total |
| Saison                | Club                  | Division              | M.          | B.          | P.d.        | M.                    | B.                    | P.d.                  | M.    | B.    | P.d.  |
| 2024-2025             | Genoa CFC             | Série A               | 15          | 1           | 1           | 1                     | 0                     | 0                     | 16    | 1     | 1     |
| Total sur la carrière | Total sur la carrière | Total sur la carrière | 15          | 1           | 1           | 1                     | 0                     | 0                     | 16    | 1     | 1     |